# Nyugatvégi Piros Könyv
A Nyugatvégi Piros Könyv, más néven a Thán Könyve, egy fiktív kézirat, amit hobbitok írtak, J.R.R. Tolkien műveinek kerettörténetéül szolgálva. Az író úgy hivatkozott rá, mint egy megtalált kéziratra, mely későbbi munkáinak alapjául szolgált. Egyfajta iratgyűjtemény, amely "A hobbit" és "A Gyűrűk Ura" szereplőinek elbeszéléseit tartalmazza, és amelyekből Tolkien "megalkotta" a művet. Nevét a piros színű bőrkötése után kapta, illetve arról, hogy Nyugatvégen, a Megye legnyugatabbi régiójában őrizték.
A valóságban Tolkien a Hergesti Piros Kódex után mintázta, és a XVIII. századi angol író, Samuel Richardson által bevezetett "megtalált kézirat" háttértörténet alapján alkotta meg. Nagy Gergely Tolkien-szakértő szerint egyben azt a célt is szolgálta, hogy "A Gyűrűk Urát" beillessze a korábbi legendáriumba, több történet és legenda belefoglalásával pedig megalkossa saját mitológiáját, melyet a hobbit Zsákos Bilbó gyűjtött össze egy műbe.

## Fiktív megalkotása

### Oda-vissza
"A hobbit" című regényben Tolkien Zsákos Bilbó történetét meséli el, aki az utolsó fejezetben utal is arra, hogy kalandját emlékirataiban írja meg, melynek az "Oda-vissza, vagy: Egy hobbit vakációja" címet adta. A könyvnek a teljes címe is az, hogy "A hobbit, vagy Oda-vissza".
"A Gyűrűk Urában" utalás történik rá, hogy Bilbó mindezt egy piros kötésű könyvben írta meg. Egy alkalommal meg is említi Gandalfnak, hogy úgy szeretné befejezni, hogy "és aztán boldogan élt, míg meg nem halt". Ez lényegében "A hobbit" befejezésére rímelt ("boldog volt élete fogytáig"), ahol egyes szám harmadik személyben került ez leírásra.

### A Gyűrűk Urának bukása
Később Bilbó kibővítette saját emlékiratait a Gyűrűháború többi résztvevőjének, különösen unokaöccsének, Zsákos Frodónak az elbeszélésével. Az összegyűjtött anyagokat végül Frodóra bízta, hogy rendszerezze azokat és fejezze be a művet. "A Gyűrűk Ura" végének alapján a munkát végül Csavardi Samu fejezte be.
Ugyancsak a mű végén olvasható, hogy számos címmel próbálkozott Bilbó, a végső címet pedig Frodó adta:
| Naplóm. Váratlan utazás. Oda-vissza. Ami Azután Történt. Öt hobbit Kalandjai. A Nagy Gyűrű Története, összegyűjtötte Zsákos Bilbó, tulajdon élményei és barátai elbeszélése alapján. Mit Tettünk Mi a Gyűrű Háborújában?. | A GYŰRŰK URÁNAK BUKÁSA ÉS A KIRÁLY VISSZATÉRÉSE (a Kis Nép szemével: a Megyebeli Bilbó és Frodó visszaemlékezései, kiegészítve barátaik elbeszélésével és a Bölcs tanításaival) Valamint a Hagyományok Könyvének részletei, fordította Bilbó Völgyzugolyban |

### Fordítások tündéből
Bilbó idős korában számtalan írást lefordított tündenyelvről. Ez, a háromkötetes "Tündéből fordította: Zs.B." címet viselő gyűjtemény, szintén piros borítóba lett kötve. Sauron legyőzése után Bilbó ezeket is átadta Frodónak.

### Piros Könyv
A későbbiek során a négy piros könyv Csavardi Samura lett bízva, aki később Hobbitfalva polgármestere lett. Később a lányára, Elanorra hagyományozta, és ő, valamint a nyugatvégi Széppulyák család őrizték. Ismeretlen időben és szerző által készült egy ötödik kötet is, amely hobbit családfákat és azokhoz fűzött magyarázatokat tartalmaz.

### A Thán Könyve
Tolkien elmondása szerint az eredeti Nyugatvégi Piros Könyv nem maradt fenn, viszont számos másolatot készítettek róla, amelyeket számos jegyzettel és kiegészítéssel láttak el később is. Egy példány Elessar király kérésére készült, és Gondorba Tuk Peregrin thán vitte el, aki Frodó útitársa volt. Ezt a kiadást hívták a Thán Könyvének, amelyhez Gondorban több pontosítást és kiegészítést fűztek, főként a tündenyelv tárgyában. Ezenkívül Faramir unokája, Barahir kiegészítette Aragorn és Arwen históriájának kibővített változatával.
Ebből a könyvből készült még egy másolat Peregrin thán dédunokájának kérésére, amely visszajutott a Megyébe. Ezt Findegil királyi írnok készítette, és a Tuk család otthonában, a Nagyszmiálban őrizték. Tolkien szerint ez a változat volt a legfontosabb, mert egyedül ez tartalmazta teljes terjedelmében Bilbó tündefordításait.
Ez volt az a kötet, amely valahogy fennmaradt, egészen Tolkien idejéig, aki "lefordította" azt angol nyelvre illetve óangolra (pl. a rohírok esetében).

### Kapcsolódó művek
Hasonló mű a fiktív Tukfölde Évkönyve, amit a Tuk család vezetett Tukbányán. A leírása szerint ez a legrégebbi ismert könyv a Megyében, és valószínűleg ezt is a Nagyszmiálban őrizték. A története a Harmadkor 2000. esztendejében kezdődik, és az események leírását tartalmazza a Megye alapításától kezdve (Harmadkor 1601).
Az Évkönyv születési, halálozási adatokat tartalmaz, továbbá házassági anyakönyveket, telekkönyvi adatokat, és egyéb történéseket a Tuk családdal. Számos információ utóbb bekerült a Piros Könyvbe. Tolkien említése szerint az Évkönyvet sárga borítóba kötötték. Tolkien további munkákat is megemlít, amelyek a Piros Könyvhöz kapcsolódnak, de nem egyértelmű. hogy ezek beszerkesztésre kerültek-e. Ilyen az "Esztendők számlálása", ami a "Gyűrűk Ura" függeléke, illetve a "Megyei füveskönyv", amit Borbak Trufa írt, elsősorban a pipafűről.

### Kapcsolata Tolkien más műveivel
A Nyugatvégi Piros Könyv egyes részei az alábbi Tolkien-műveknek feleltethetőek meg:
| Nyugatvégi Piros Könyv       | Tolkien írásai                                                                               |
| ---------------------------- | -------------------------------------------------------------------------------------------- |
| Bilbó kalandjai              | A hobbit                                                                                     |
| Frodó kalandjai              | A Gyűrűk Ura                                                                                 |
| Háttérinformációk            | A Gyűrűk Ura függelékei Befejezetlen regék Númenorról és Középföldéről Középfölde históriája |
| Hobbitköltészet, legendárium | Bombadil Toma kalandjai                                                                      |
| Bilbó fordításai tündéből    | A szilmarilok                                                                                |

A Tolkien-szakértő Vlagyimir Brlijak szerint azonban az olvasóknak nem feltétlenül kell úgy tekinteniük a művekre, mintha a fiktív Piros Könyv fordításai lennének, hanem inkább úgy, mintha Tolkien a saját irodalmi alkotását hozta volna létre, és ehhez a forrásanyag csak kiindulási pontként szolgált.
Egyes események, mint például Gollam és az Egy Gyűrű megtalálása, a Hobbithoz képest átírásra került a Gyűrűk Urában. "A hobbit" később egyébként is teljes egészében felülvizsgálatra került, hogy illeszkedjen a kánonhoz. Az esetleges ellentmondásokat Tolkien úgy magyarázta meg, hogy azok Bilbó ferdítései, melyeket a Gyűrű hatása alatt állított.

## Analízis
Tolkien inspirációt a XV. századi Hergesti Piros Kódexből nyert, amiben a walesi költészet és történelem összefoglalója mellett a Mabinogion szerepelt. Hasonlóságuk tettenérhető abban, hogy mindkettő mitológiai történeteket tartalmaz, és mindkettő kéziratok alapján készült fordítás.

## Adaptációk
Peter Jackson "A Gyűrű Szövetsége" című filmének bővített változatában a bevezetőben található "A hobbitokról" című fejezet feldolgozása. Bilbó írói munkája az indok arra a filmben, hogy elvonuljon a nyilvánosság elől, mely azonban egy sokkal komorabb okot fed el. Emiatt a boldog befejezéssel kapcsolatos megjegyzését csak akkor mondja el, amikor végleg leadja az Egy Gyűrűt. Mindez nyomatékosítja, hogy Bilbó az Egy Gyűrű hatása alatt nem volt teljesen a saját sorsának az ura, és nem választhatta meg a saját "befejezését". A filmben az "Egy hobbit vakációja" címet "Egy hobbit történeté"-re cserélték. A Piros Könyv teljes életnagyságában megjelenik "A király visszatér" film legvégén. 1974-ben a Houghton Mifflin Harcourt kiadónál megjelent az egész Gyűrűk Ura, egyetlen könyvbe szerkesztve, piros borítóval.

## Forráshivatkozások
1. ↑  Thompson, Kristin (1988. december 15.). „"The Hobbit as a Part of The Red Book of Westmarch"”. Mythlore: A Journal of J.R.R. Tolkien, C.S. Lewis, Charles Williams, and Mythopoeic Literature 15 (2). ISSN 0146-9339.
2. ↑  Tolkien, J.R.R.. Tizenkilencedik fejezet: Az út vége., A hobbit. Európa Könyvkiadó (2012). ISBN 9789630794244
3. ↑  Tolkien, J.R.R.. I. könyv 1. fejezet: Egy rég várt ünnepély., A Gyűrűk Ura I. - A Gyűrű Szövetsége. Európa Könyvkiadó (2018). ISBN 9789634058397
4. ↑  Tolkien, J.R.R.. VI. könyv 6. fejezet: Búcsúzik mindenki., A Gyűrűk Ura III.. Európa Könyvkiadó (2018). ISBN 9789634058397
5. ↑  Tolkien, J.R.R.. VI. könyv 9. fejezet: Szürkerév., A Gyűrűk Ura III. - A király visszatér ford.: Göncz Árpád:. Európa Könyvkiadó (2018). ISBN 9789634058397
6. ↑  Brljak, Vladimir (2010). „The Books of Lost Tales: Tolkien as Metafictionist”. Tolkien Studies 7 (1), 1–34. o. DOI:10.1353/tks.0.0079. ISSN 1547-3163.
7. ↑  Jared Lobdell: A Tolkien compass. Internet Archive.  2003.  ISBN 978-0-87548-303-0 Hozzáférés: 2022. december 11.